# Stylatula elegans
Stylatula elegans is een Pennatulaceasoort uit de familie van de Virgulariidae. De wetenschappelijke naam van de soort is voor het eerst geldig gepubliceerd in 1860 door Danielssen.